# Geoffroy de Rohan
Geoffroy de Rohan (né vers 1190 - décédé le 15 septembre 1221), est le 5e vicomte de Rohan.

## Biographie
Fils d'Alain IV de Rohan, Geoffroy de Rohan épouse en premières noces Marguerite, fille de Constance de Bretagne et de Guy de Thouars,. Veuf, il se remarie après le 4 mai 1220 avec Gervaise de Vitré, dame de Bécherel († 1238), fille d'Alain de Vitré, sénéchal de Bretagne et de Clémence de Fougères.
Geoffroy meurt sans postérité le 15 septembre 1221 et son frère Olivier Ier de Rohan lui succède.

## Armoiries
| Blason | Blasonnement : De gueules à sept macles d'or, posées 3, 3, 1. |